# Ernst Pavel
Ernst Pavel es un deportista rumano que compitió en piragüismo en la modalidad de aguas tranquilas. Ganó tres medallas en el Campeonato Mundial de Piragüismo, en los años 1973 y 1974.

## Palmarés internacional
| Campeonato Mundial | Campeonato Mundial        | Campeonato Mundial | Campeonato Mundial |
| Año                | Lugar                     | Medalla            | Evento             |
| ------------------ | ------------------------- | ------------------ | ------------------ |
| 1973               | Tampere (Finlandia)       | Medalla de bronce  | K2 500 m           |
| 1973               | Tampere (Finlandia)       | Medalla de plata   | K2 1000 m          |
| 1974               | Ciudad de México (México) | Medalla de oro     | K1 4 × 500 m       |